# Neue Wiener Concert Schrammeln
Die Neuen Wiener Concert Schrammeln sind ein Wiener Schrammelquartett, das alte Weana Tanz in ihrer ursprünglichsten Form spielt. Durch ihre zeitgenössischen Interpretationen und Neu- bzw. Eigenkompositionen sind sie der neuen österreichischen Volksmusik bzw. Wiener Weltmusik zuzuordnen.

## Geschichte
Das Quartett wurde in der Saison 1994/95 von Peter Uhler und Clemens Fabry (Violine), Günter Haumer (Klarinette) – später Harmonika sowie Peter Havlicek (Kontragitarre) gegründet mit dem Anspruch, der Wiener Volksmusik auf instrumentalem Gebiet mit frischem Ausdruck und neuen Musikformen mehr Aufmerksamkeit zu verschaffen.
Die Neuen Wiener Concert Schrammeln entwickelten sich aus dem gleichnamigen, seit ca. 1990 bestehenden Quintett um den Schauspieler und Sänger Boris Eder. Von diesem Quintett wurden nur die Altwiener Gehröcke, in denen sie seither auftreten, übernommen.
Von 2000 bis 2010 spielte Valmir Ziu statt Clemens Fabry Violine.
Seit 2011 spielen Peter Uhler (Violine), Johannes Dickbauer / Niki Tunkowitsch (Violine), Walther Soyka / Helmut Stippich (Chromatische Knopfharmonika) und Peter Havlicek (Kontragitarre).
In dieser Besetzung wurde auch die CD Kronjuwelen aufgenommen, die sich den musikalischen Einflüssen der ehemaligen k. und k. Kronländer auf die Hauptstadt Wien widmet. Seit 2016 spielt Johannes Fleischmann statt Johannes Dickbauer Violine.
Sie nahmen eine Reihe von CDs auf, arbeiteten mit den Schauspielern und Sängern  Wolfram Berger, Karl Ferdinand Kratzl, Robert Meyer, Karl Markovics, Traude Holzer, Karlheinz Hackl, Wolfgang Böck, Hermann Scheidleder, Elfriede Ott, Claudia Rohnefeld, Ernst Stankovsky, Otto Brusatti, Christopher Just, Rupert Huber, Wolf Bachofner, Willi Resetarits und mit dem Magic Sax Quartett de Santiago de Cuba.
Die Neuen Wiener Concert Schrammeln spielten 2005 bis 2013 mit Robert Meyer „Tannhäuser in 80 Minuten“ am Burgtheater und an der Volksoper. Sie  sind seit 2007 fixer Bestandteil des Schrammel Klang Festivals in Litschau (Theaterstück „Herzfleisch“ über die Brüder Schrammel) und  bespielten 25 Länder, darunter 4 Südamerikatourneen, Nordamerika, Russland, China, Japan, Europa.

## Diskografie
- 1997/2017: Neue Wiener Concert Schrammeln, CD + LP nonfoodfactory
- 1997: Neue Wiener Concert Schrammeln, kos rec.
- 1999: Vitamin Qu, kos rec.
- 2000: Kronprinz Rudolf, non food factory
- 2001: Tanz, Preiser Records
- 2004: Auf der Rennbahn, Preiser Records
- 2007: Zamona, non food factory
- 2012: Kronjuwelen, non food factory
- 2015: Zwanzig „...die Ursuppe des Neujahrskonzerts“, Col Legno Music

Robert Meyer / Neue Wiener Concert Schrammeln
- 2008: Tannhäuser in 80 Minuten, Phoenix Edition (DVD)

Otto Brusatti / Neue Wiener Concert Schrammeln
- 2008: Der Herr Karl, Astormedia

Willi Resetarits / Neue Wiener Concert Schrammeln
- 2018: I häng an meiner Weanastadt, non food factory

Mitwirkung auf:
Peter Havlicek
- 2013: Schrammel und die Jazz, non food factory

Steinberg und Havlicek
- 2002: Himmel und Höll, non food factory
- 2010: Alles Gute, non food factory